# Ramsar (Irán)
Ramsar (en persa: رامسر) es una ciudad de la provincia de Mazandarán en Irán, en la costa del mar Caspio.

## Turismo
Para los turistas, Ramsar es un lugar de vacaciones (resort) en la costa que ofrece estaciones termales, los bosques de las montañas de Alborz y el palacio del último Sah.

## Radiactividad

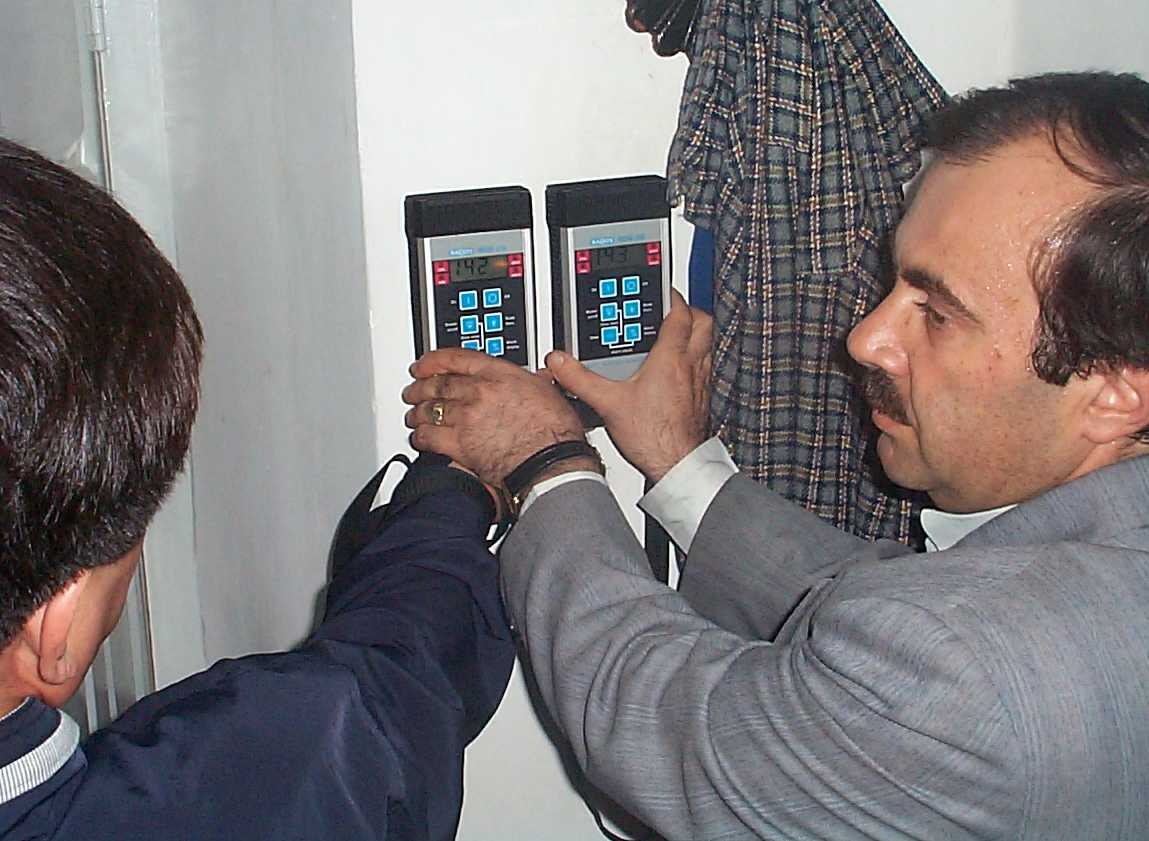
Dos medidores muestran las tasas de dosis de 142 y 143 µSv/h en contacto con la pared de un dormitorio.

El distrito Talesh Mahalleh de Ramsar es el área habitada más radiactiva conocida en la Tierra, debido a las aguas termales cercanas y los materiales de construcción que se originan en ellas. Una población combinada de 2,000 residentes de este distrito y otros vecindarios de alta radiación reciben un promedio de dosis de radiación de 10 mSv por año, diez veces más que el límite recomendado por la ICRP para la exposición del público a fuentes artificiales. Se encontraron niveles récord en una casa donde la dosis de radiación efectiva debida a la radiación externa fue de 131/mSv ay la dosis comprometida de radón fue de 72 mSv/a. Este caso único es más de 80 veces superior al promedio mundial radiación de fondo.
El modelo predominante de cáncer inducido por radiación postula que el riesgo aumenta linealmente con la dosis a una tasa del 5% por Sv. Si este modelo lineal sin umbral es correcto, debería ser posible observar un aumento de la incidencia de cáncer en Ramsar mediante estudios cuidadosos a largo plazo en la actualidad[¿cuándo?] en marcha. Las primeras pruebas anecdóticas de los médicos locales y los estudios citogenéticos preliminares sugirieron que es posible que no exista tal efecto dañino, y posiblemente incluso un efecto radioadaptativo. Los datos epidemiológicos más recientes muestran una tasa de cáncer de pulmón ligeramente reducida y la morbilidad no significativamente elevada, pero el pequeño tamaño de la población (sólo 1800 habitantes en las áreas de alto nivel) requerirá un período de seguimiento más largo para sacar conclusiones definitivas. Además, existen dudas sobre los posibles efectos no cancerosos de la radiación de fondo. Un estudio iraní ha demostrado que las personas de la zona tienen una expresión significativamente mayor del gen CD69 y también una mayor incidencia de aberraciones cromosómicas estables e inestables. Se han encontrado aberraciones cromosómicas en otros estudios. y se ha informado una posible elevación de la infertilidad femenina.
Hormesis por radiación se observó en un estudio que también recomendó que Ramsar proporcione una justificación para relajar los límites de dosis reglamentarios existentes. En espera de más estudios, los posibles riesgos para la salud habían llevado a los científicos en 2001-2002 a pedir la reubicación de los residentes y el control reglamentario de las nuevas construcciones.
La radiactividad se debe a la geología local. El agua subterránea disuelve radio en uraníferos roca ígnea y lo lleva a la superficie a través de al menos nueve fuentes termales conocidas. Estos son utilizados como spas por lugareños y turistas. Parte del radio se precipita en travertino, una forma de piedra caliza, y el resto se difunde en el suelo, donde es absorbido por los cultivos y se mezcla con el agua potable. Los residentes han utilizado sin saberlo la piedra caliza radiactiva como material de construcción para sus hogares. La piedra irradia a los habitantes y genera radón, gas que generalmente se considera que promueve el cáncer de pulmón. Los cultivos aportan 72 µSv/año a un grupo crítico de 50 residentes.

## Miscelánea
El Convenio de Ramsar lleva este nombre por haberse celebrado la conferencia que dio lugar al convenio en la ciudad de Ramsar.